# Heliophisma catocalina
Heliophisma catocalina är en fjärilsart som beskrevs av Holland 1894. Heliophisma catocalina ingår i släktet Heliophisma och familjen nattflyn. Inga underarter finns listade i Catalogue of Life.

## Bildgalleri

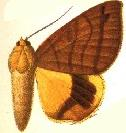